# 勒梅尼勒吉尔贝
勒梅尼勒吉尔贝（法語：Le Mesnil-Gilbert，法語發音：[lə mɛnil ʒilbɛʁ]）是法国芒什省的一个市镇，属于阿夫朗什区。

## 地理
勒梅尼勒吉尔贝（48°42'53"N, 1°3'52"W）面积7.85 平方千米，位于法国诺曼底大区芒什省，该省份为法国西北部沿海省份，西、北、东北三面环大西洋，东起顺时针与卡爾瓦多斯省、奧恩省、马耶讷省和伊勒-维莱讷省接壤。
与勒梅尼勒吉尔贝接壤的市镇（或旧市镇、城区）包括：圣普瓦、屈沃、兰雅尔、勒梅尼勒阿德莱、瑞维尼莱瓦莱。

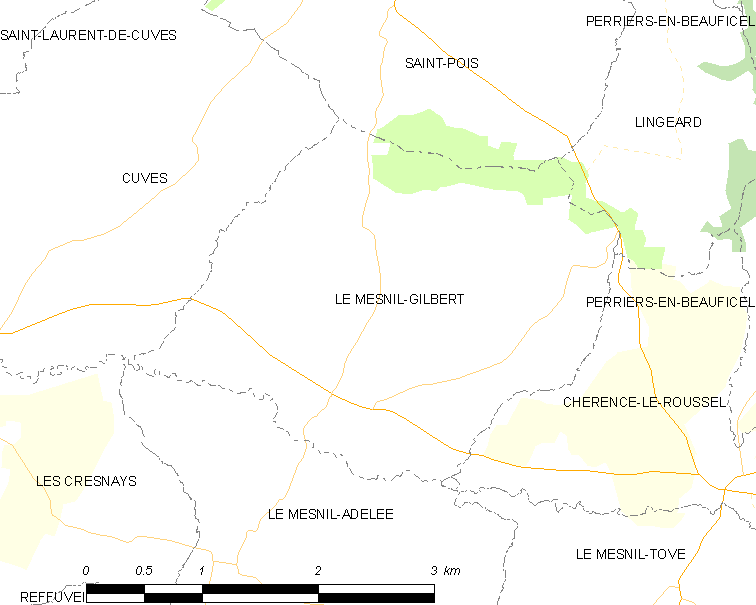
勒梅尼勒吉尔贝的OSM定位图

勒梅尼勒吉尔贝的时区为UTC+01:00、UTC+02:00（夏令时）。

## 行政
勒梅尼勒吉尔贝的邮政编码为50670，INSEE市镇编码为50312。

## 政治
勒梅尼勒吉尔贝所属的省级选区为伊西尼-勒比阿县。

## 人口

1962-2008年间勒梅尼勒吉尔贝人口变化图示

勒梅尼勒吉尔贝于2022年1月1日时的人口数量为142人。